# Bistra Dencheva
Bistra Dencheva (11 januari 1986) is een Belgische voormalige taekwondoka.

## Levensloop
In 2005 op het wereldkampioenschap (ITF) in het Duitse Dortmund behaalde Dencheva zilver in de discipline 'speciale technieken'. In 2006 op het Europees kampioenschap (AETF) in het Roemeense Constanța behaalde ze brons in de tul (tweede dan) en in 2007 op het EK in het Slovaakse Poprad goud in de discipline 'speciale technieken' en zilver in de tul (tweede dan). Op het WK 2007 in het Canadese Quebec behaalde ze brons in de 'sparring -58kg'.
In 2009 behaalde ze samen met Hans Rombaut brons in het 'pre-arranged free sparring' op het WK in het Argentijnse Mar del Plata. In 2010 werd ze in het Zweedse Skövde Europees kampioene in het onderdeel  'pre-arranged sparring' (met Hans Rombaut) en 'speciale technieken'. Daarnaast behaalde ze brons in tul (tweede dan).

## Palmares
- 2005:  wereldkampioenschap speciale technieken
- 2006:  Europees kampioenschap tul II°degree
- 2007:  Wereldkampioenschap sparring -58kg
- 2007  Europees kampioenschap tul II°degree
- 2009:  Wereldkampioenschap pre-arranged free sparring

- 2010:  Europees kampioenschap pre-arranged sparring
- 2010:  Europees kampioenschap speciale technieken
- 2010:  Europees kampioenschap tul II°degree